# Cushing House Museum and Garden
Das Cushing House Museum and Garden ist ein Museum in Newburyport im Bundesstaat Massachusetts der Vereinigten Staaten. Es wurde zu Beginn des 19. Jahrhunderts errichtet und erhielt seinen Namen vom US-Diplomaten Caleb Cushing, der das Gebäude bis 1849 als Wohnhaus nutzte. 1973 wurde es unter der Bezeichnung Caleb Cushing House als National Historic Landmark in das National Register of Historic Places eingetragen, seit 1984 ist es zugleich Contributing Property zum Newburyport Historic District.

## Historische Bedeutung
Das Gebäude erlangt seine Bedeutsamkeit durch seine Verbindung mit der Cushing-Familie, die es 132 Jahre lang als Wohnhaus sowie für geschäftliche Zwecke nutzte. Benannt wurde es nach Caleb Cushing, der als Diplomat und Politiker die Interessen der Vereinigten Staaten in China vertrat. Er war federführend bei den Verhandlungen zum Vertrag von Wanghia und sicherte den USA damit diplomatische und handelsrechtliche Privilegien, die den Grundstein für die amerikanischen Interessen in Fernost bildeten. Durch die so erreichte Alternative zum Vertrag von Nanking brach er die bis dahin bestehende Hegemonie der Briten in China. Da dieser Vertrag und andere, für die er als Vorbild diente, auf extraterritorialen Rechten und Zollkontrollen basierten, wurden diese als „ungleiche Verträge“ bekannt.
Auch in seiner politischen und juristischen Laufbahn war Cushing erfolgreich. Insbesondere bekannt ist er für seine Anstrengungen dafür, öffentliche Ämter vor Interessenskonflikten zu bewahren. Er war der erste Generalstaatsanwalt der Vereinigten Staaten, der aus diesem Grund alle Verbindungen zu seiner privaten Anwaltspraxis beendete. Wendell Phillips bezeichnete Cushing bei einer Gelegenheit als den gelehrtesten Mann seiner Zeit.